# Сысоевское (Рыбинский район)
Сысо́евское  деревня Волжского сельского округа Волжского сельского поселения Рыбинского района Ярославской области . 
Деревня расположена на севере сельского поселения, на южной окраине города Рыбинска, примерно в 1 км к югу от окружной дороги города. На небольшом расстоянии к западу от Сысоевского стоит деревня Кузино, к югу от Сысоевского, на правом берегу реки Уткашь деревня Фоминское .
На 1 января 2007 года в деревне числилось 2 постоянных жителя . Деревня  обслуживается почтовым отделением Ермаково-1, по почтовым данным в деревне 32 дома .